# Международный городок комикса и изображения
Международный городок комикса и изображения (фр. La Cité internationale de la bande dessinée et de l’image) — международный центр, созданный на территории французского города Ангулема в 2008 году. Благодаря своему статусу, он относится как к Франции, так и к другим странам мира. Международный городок объединил Национальный центр рисованных историй и изображения, Дом Автора, который был создан в 2002 году и Библиотеку. Одна из достопримечательностей Ангулема.

## История
В 1990 году в Ангулеме был создан Национальный центр комикса и изображения (фр. Centre national de la bande dessinée et de l’image) на основании указа бывшего президента Франции Франсуа Миттерана. В том же году открылась библиотека, основная задача которой состояла в работе над популяризацией комиксов на городском, национальном и международном уровнях. Здесь собрана вся французская продукция, и часть европейской продукции, выпущенной с 1984 года. В основном здесь содержатся комиксы и рисованные истории. Библиотека сохраняет национальное наследие и формирует коллекции. Собрание фонда состоит из 70 000 французских и зарубежных альбомов. Есть около 125 000 периодических изданий. Библиотека рисованных историй сотрудничает с Национальной библиотекой Франции и начиная с 1984 года, все французские издатели комиксов направляют в библиотеку второй обязательный экземпляр, а библиотека обеспечивает сохранность этого экземпляра, и выдаёт на определенное время пользователям. Получить доступ к полной библиографической базе можно через интернет. С 2005 году, благодаря тому же сотрудничеству с Национальной библиотекой Франции, коллекция стала пополняться зарубежными изданиями. Фонды также пополняются через дарение частных коллекций, и одним из таких дарителей было издательство Marvel. Экземпляры, хранящиеся в библиотеке, участвуют в выставках Национальной библиотеки Франции и в разных музеях. Директором Библиотеки рисованных историй по состоянию на 2015 год является Катрин Феррероль. Подписка в библиотеку оформляется сразу на год. Функционирует Музей комикса, который является частью Центра комикса и изображений.
Функционирует Музей рисованных историй, который относится к сообществу «Музеи Франции». В его архивах хранится свыше 8 000 оригинальных страниц, большая подборка альтернативных единиц хранения. Здесь хранятся фонды библиотеки, в которых собраны всевозможные комиксы. Существует Информационный центр и книжный магазин, в котором насчитывается несколько тысяч товаров. Есть выставочные пространства.
Работает консультационный центр. В нем собраны данные про французские и иностранные комиксы, можно найти тематические публикации, сделанные в специализированной прессе. Когда библиотека только открылась, альбому не выдавались читателям в руки, их можно было брать только в читальный зал. Но в 2000 году, после начала работы Консультационного центра, читатели с абонементами получили доступ к 30 000 альбомов. В 2012 году Библиотекой было выдано читателям на руки свыше 81 000 изданий самым активным пользователям, что составляет 1 128 человек. Всего библиотеку посетило 28 600 читателей.
Международный городок устраивает стажировки для библиотекарей во время проведения Фестиваля комиксов. Библиотекари могут узнать новые веяния в сфере графической литературы, встретится с их авторами, увидеть новые экспозиции. Также Международный городок организовывает «Летние университеты рисованных историй». Организовываются временные выставки.
В 2012 году представители Центра комиксов и визуальной культуры Российской государственной библиотеки для молодёжи посетили Международный центр комиксов и изображений в Ангулеме.